# Providencia y Santa Catalina
Providencia y Santa Catalina est une municipalité colombienne située dans le du département et archipel de San Andrés, Providencia et Santa Catalina.

## Géographie
La municipalité de Providencia y Santa Catalina est composée de l'île de la Providence, et de l'île Santa Catalina, de divers îlots rocheux (Three Brothers Cay, Grab Cay, Botton House Cay, Basalt Cay et Palm Cay), ainsi que d'un récif corallien d'une longueur approximative de 22 kilomètres.